# Dieter Stinka
Dieter Stinka (Allenstein, 1937. augusztus 10. –) német labdarúgó, középpályás, edző.

## Pályafutása

### Játékosként
1958 és 1966 között az Eintracht Frankfurt labdarúgója volt. Tagja volt az 1959–60-as idényben BEK-döntős együttesnek. 1966 és 1968 között a Darmstadt 98, 1968-ban az FCA Darmstadt játékosa volt.
1959. október 3-án Konstanzban egy Svájc elleni mérkőzésen szerepelt az NSZK B-válogatottjában. 1961 márciusa és szeptembere között három alkalommal volt tartalék az A-válogatottban, de pályára nem lépett.

### Edzőként
1968–69-ben az FC Klein-Karben, 1969 és 1971 között a Westend Frankfurt, 1971–72-ben az SG Kelkheim edzője volt. 1972 és 1975 között az Eintracht Frankfurt segédedzőjeként tevékenykedett. 1975 és 1977 között a VfR Groß-Gerau edzője, 1977–78-ban a Kickers Offenbach segédedzője volt. 1978 és 1983 között az Eintracht Frankfurt amatőr csapatának a szakmai munkáját irányította. 1983 és 1985 között az FSV Frankfurt vezetőedzőjeként dolgozott.

## Sikerei, díjai
Eintracht Frankfurt
- Nyugatnémet bajnokság
  - bajnok: 1959
- Oberliga Süd
  - bajnok: 1958–59
  - 2. (2): 1960–61, 1961–62
- Nyugatnémet kupa (DFB Pokal)
  - döntős: 1964
- Bajnokcsapatok Európa-kupája (BEK)
  - döntős: 1959–60